# Epic Games
Epic Games, Inc.（中文译名：埃匹克娱乐股份有限公司）亦稱作Epic，其前身為Epic MegaGames，是美國的電子遊戲與軟體開發公司，位於北卡羅萊納州卡瑞。最有名的技術為自家《魔域幻境系列》遊戲所採用的虛幻引擎（Unreal Engine），並藉助該引擎開發出諸如《戰爭機器》（Gears of War）系列、《無盡之劍》與《要塞英雄》等遊戲。

## 歷史

### Epic MegaGames（1991–1999）
1991年，提姆·斯維尼在馬里蘭州的羅克維爾創立了Epic MegaGames，依託於波托馬克計算機系統。同年通過波托馬克電腦系統公佈其旗艦產品：ZZT。ZZT打響了Epic MegaGames在業界的知名度。接著Epic MegaGames開發了《Epic彈球》、《吉爾的叢林》、《光速兔崽子》以及《適者生存：2097》這四個遊戲。在此's Robbo、Heartlight和Electro Man等等。在1997年Epic MegaGames收購了Safari Software，收購內容包括1998年以前該公司所有的產品和商標使用出版權。
1998年，Epic MegaGames發布《魔域幻境》，一款3D第一人稱射擊遊戲，現在已經成長為一個系列。得益於完全自主開發的3D遊戲引擎，公司嘗試開發基於這一引擎的其它遊戲。

### Epic Games（1999年至今）
在1999年，該公司正式更名為Epic Games，總部由原先馬里蘭州羅克維爾遷往北卡羅萊納州卡瑞。2006年，Epic Games公佈了基於Xbox 360遊戲平台的暢銷作《戰爭機器》和《虚幻竞技场3》開發進度信息。在2007年8月20日，Epic Games收購了位於波蘭的遊戲開發商People Can Fly，成為其第一大股東。
Epic Games公司核心成員包括前述的首席程序師Tim Sweeney和遊戲策劃師Cliff Bleszinski，還有2003年任命的公司藝術總監Jerry O'Flaherty，和在Epic Games卡里總部的頂級程序員Laurent Delayen。2012年，Cliff Bleszinski从Epic Games离职。

#### 融资历史
- 2012年6月19日，中国大陆互聯網企業騰訊以3.3亿美金收购了Epic Games公司48.4％的已发行股份，相当于Epic总股份的40％。根據收購協議，騰訊有權在EpicGames董事會提名董事。因此目前EpicGames理論上講可以算與腾讯的聯營公司。[2]
- 2018年10月26日， Epic Games获得 Kohlberg Kravis Roberts 和 Vulcan Capital 领投，Kleiner Perkins、Lightspeed Venture Partners、ICONIQ Capital等跟投的13亿美金私募股权投资。
- 2020年5月8日，Epic Games在二级市场获得Dreamworx和Rashaun Williams（个人）的共同投资。
- 2020年7月1日，Epic Games获得Bienville Capital独家私募股权投资。
- 2020年7月9日，索尼公司宣布收购Epic Games价值2.5亿美元的股份。[3]
- 2020年8月6日，Epic Games获得Lightspeed Venture Partners、T. Rowe Price、Kohlberg Kravis Roberts、Fidelity Management and Research Company、BlackRock等10家机构共同投资的15亿美金私募股权资金。[4]。
- 2021年4月13日，Epic Games获得GIC、T. Rowe Price、Kohlberg Kravis Roberts、Fidelity Management and Research Company、BlackRock等14家机构共同投资的10亿美金风投资金。[4]
- 2024年2月7日。华特迪士尼公司宣布向Epic Games投资15亿美元，双方将在游戏和互动娱乐方面进行合作。[5]

#### 收购
- People Can Fly，波兰电子游戏开发商，2005年成立，2007年被Epic收购，2013年被更名为Epic Game Poland，2015年从Epic独立出去。
- Chair Entertainment，电子游戏开发商，2005年成立，2008年5月20日被Epic收购。
- Cloudgine（英语：Cloudgine），云游戏开发商，2012年成立，2018年1月22日被Epic收购。
- Kamu，反作弊软件Easy Anti-Cheat开发商，2018年10月被Epic收购。
- Psyonix，电子游戏开发商，2000年成立，2019年5月被Epic收购。
- Quixel，3D图像资产提供商，2019年11月被Epic收购。
- RAD Game Tools，视频压缩格式Bink Video（英语：Bink）开发商，2021年1月7日被Epic收购，并更名为“Epic Game Tools”。
- ArtStation，艺术社区网站，2021年4月被Epic收购。
- Sketchfab，3D模型网站，2021年7月被Epic收购。
- Harmonix（英语：Harmonix），电子游戏开发商，《摇滚乐队》系列开发商，2021年11月被Epic收购。
- Bandcamp，网络音乐平台，2022年3月被Epic收购；2023年9月被Epic出售给音乐公司Songtradr。

## 產品

### 電子遊戲
Epic Games創始人Tim Sweeney從1990年代開始就已帶領團隊開發不少遊戲，諸如ZZT、《Epic彈球》與《光速兔崽子》。之後借助於自家的虛幻引擎，陸續推出《魔域幻境系列》、《戰爭機器》、《無盡之劍》、《Shadow Complex》、《要塞英雄系列》等作品。

### 遊戲引擎
Epic Games擁有在遊戲產業中相當成功的「虛幻引擎」，最早的版本於1998年推出，至今的最新版本是虛幻引擎5。引擎被廣泛運用於開發各種類型的3D遊戲，諸如動作遊戲、射擊遊戲、格鬥遊戲...等等，也支援諸如PC、家用主機、手機、虛擬實境頭戴式顯示器...等眾多平台。

### Epic Games商城
2018年12月4日，Epic Games首度公布了自家的數位遊戲發行平台「Epic Games Store」，並在數天後的遊戲大獎頒獎典禮期間正式推出。針對Valve在Steam平台採用的30%抽成政策，Epic Games商城提供了更低的12%抽成，此外如果遊戲是使用虛幻引擎開發則再額外提供5%的抽成減免，藉此吸引其他獨立開發者與廠商上架遊戲，並以收購獨佔發行權的手段進行擴張。

## 爭議

### 收集用户Steam资料
2019年3月，Epic Games平台被曝疑存在收集Steam用戶的好友和遊戲記錄的行為。對此，Epic Games的技術副總裁Daniel Vogel做出了回應，其中對於localconfig.vdf這個文件的解釋如下（中译本）：“我们只在您明确许可时导入你的Steam好友。启动器针对您的Steam文件localconfig.vdf制作了一份加密拷贝，但此文件的信息只在您选择导入自己的Steam好友时发送至Epic，并且仅包含散列化的好友ID，没有其他信息。”

### 其他争议
2019年8月，上百位玩家透過Franklin D. Azar & Associates律師事務所欲向Epic Games提起集體訴訟，起诉其「未能保證平台使用者資料安全，並在玩家個人資料遭洩露後未及時通知用戶」。Epic开发的电子游戏《要塞英雄》平台在2018年被爆出存在XSS安全漏洞，导致众多用户的信息面临泄漏风险，部分用户遭遇信用卡盗刷，Epic在两个月后的2019年10月修复了该漏洞。
2020年12月，有玩家發現Epic Games 的啟動器即使在閒置狀態下，也會大量使用玩家主機資源。Epic Games發行戰略總監Sergiy Galyonkin在社交平台回應，稱上述問題是個「BUG」，現正在準備修復。

### 手遊設立獨立抽成
2020年8月17日，Epic Games開始在社交媒體指責蘋果公司──原因是蘋果公司不僅封殺《堡垒之夜》App，還威脅封殺Epic Games。移除Epic Games的App Store開發者帳戶，並且限制開發者使用虚幻引擎。因為Epic Store在App Store之外設立用戶付費系統，獨立抽成不受App Store影響，導致蘋果公司不滿而下架多款Epic知名遊戲程式，隨後Epic發起訴訟要求蘋果公司重新上架應用程式，並限制iOS平台開發者使用其遊戲開發工具，甚至還限制蘋果使用者使用虛幻引擎進行開發遊戲，這是建立遊戲的關鍵工具，Epic提交法庭的文件稱，蘋果公司切斷Epic與特別平台的遊戲開發者的工具服務，不再向iOS平台遊戲開發者提供虚幻引擎。

## 延伸阅读
- Keighley, Geoffrey. . GameSpot.   [2020-05-14]. （原始内容存档于2001-05-19）.
- Berardini, César A. . TeamXbox. 2005-06-30  [2020-05-14]. （原始内容存档于2005-07-03）.
- Porter, Will. . GamesRadar. 2007-10-26  [2020-05-14]. （原始内容存档于2021-04-27）.
- Blancato, Joe. . The Escapist. 2008-05-13  [2020-05-14]. （原始内容存档于2020-06-03）.
- Edwards, Benj. . Gamasutra. 2009-05-25  [2020-05-14]. （原始内容存档于2017-02-04）.
- Totilo, Stephen. . Kotaku. 2011-12-07  [2020-05-14]. （原始内容存档于2020-06-03）.
- Plante, Chris. . Polygon. 2012-04-02  [2020-05-14]. （原始内容存档于2017-10-04）.
- Freeman, Will. . MCV（英语：MCV (magazine)）. 2013-08-12.
- Brian Crecente. . Polygon. 2016-05-01  [2020-05-14]. （原始内容存档于2017-10-04）.
- Huddleston Jr., Tom. . CNBC. 2018-08-09  [2020-05-14]. （原始内容存档于2020-06-03）.

## 外部連結
- 官方网站